# Кандело, Йерсон
Йерсон Кандело Миранда (исп. Yerson Candelo Miranda; род. 24 февраля 1992 года в Кали) — колумбийский футболист, полузащитник и правый защитник (латераль) клуба «Атлетико Насьональ».

## Клубная карьера
Кандело начал профессиональную карьеру в клубе «Депортиво Кали». В 2010 году он был включён в заявку основной команды. 8 августа 2010 года в матче против «Индепендьенте Медельин» Йерсон дебютировал в Кубке Мустанга. В своём дебютном сезоне Йерсон завоевал Кубок Колумбии. 30 марта 2011 года в поединке национального кубка против «Сукре» он забил свой первый гол за «Депортиво Кали». 31 марта 2014 года в матче против «Униаутонома» Кандело забил свой первый мяч в чемпионате. В 2015 году он помог клубу выиграть чемпионат.
Летом 2015 года Йерсон перешёл в мексиканский «Керетаро». Сумма трансфера составила 3 млн евро. 22 августа в матче против «Крус Асуль» он дебютировал в мексиканской Примере, заменив во втором тайме Орбелина Пинеду. 3 октября в поединке против «Тихуаны» Кандело забил свой первый гол за «Керетаро». 24 февраля 2016 года в матче Лиги чемпионом КОНКАКАФ против американского «Ди Си Юнайтед» он забил гол.

## Международная карьера
Летом 2011 года Йерсон принял участие в домашнем молодёжном чемпионате мира. На турнире он сыграл в матчах против команд Мали и Северной Кореи.

## Достижения
Командные
 «Депортиво Кали»
- Чемпионат Колумбии по футболу — Апертура 2015
- Обладатель Кубка Колумбии — 2010